# Märkesåret 1809
Märkesåret 1809 var ett regeringsprojekt som syftade till att under år 2009 uppmärksamma 200-årsminnet av att Sverige och Finland inte längre var ett rike. Ryssland besegrade Sverige i finska kriget 1808–1809 och riket delades, och Finland blev ett ryskt storfurstendöme.
Märkesåret kom att uppmärksammas på en rad sätt i både Sverige och Finland. Såväl det officiella Sverige och Finland som en rad andra har tagit viktiga initiativ, både för att skildra historien och för att diskutera samhörigheten mellan de båda länderna. Det är alla dessa insatser som tillsammans gick under namnet "Märkesåret 1809".

## Historisk bakgrund
Finlands och Sveriges regeringar beslöt att under 2009 uppmärksamma de båda ländernas långa gemensamma historia, och kriget 1808–1809 som ledde fram till att det svenska riket delades. Dessutom ville man manifestera ländernas fortsatta samhörighet under de tvåhundra år som gått sedan delningen.
Redan under tidig medeltid kom vad som nu är Finland att successivt integreras i det framväxande svenska riket. Och från 1362 deltog befolkningen i de finska landskapen i de svenska kungavalen. Men som ett resultat av finska kriget 1808–1809 mellan Ryssland och Sverige kom den östra rikshalvan, Finland, att bli ett storfurstendöme under Ryssland.
1809 uppstod därmed såväl det nuvarande Finland som det nuvarande Sverige. För Finlands del blev 1809 inledningen till skapandet av det självständiga Finland.
För Sveriges del fick de dramatiska händelserna 1808–1809 till följd att den svenska stormaktsdrömmen definitivt gick i graven. Den gustavianska tiden fick också sitt slut genom att konung Gustav IV Adolf avsattes i en statskupp våren 1809, vilket i sin tur ledde fram till skapandet av en regeringsform, som kom att gälla ända fram till 1975. Likaså inrättades JO och KU som således även de firade 200 år under 2009.
De gamla gustavianska grundlagarna kvarstod däremot som gällande lag i Finland ända fram till landets självständighet från Ryssland 1917.

## Ledning
En finsk nationalkommitté under statsminister Matti Vanhanen bildades 2006 för att främja de finska insatserna.
De svenska insatserna leddes av en nationalkommitté under utrikesminister Carl Bildts ledning. I kommittén ingick 47 personer och med representanter från hela det svenska samhället, från vetenskap till kultur, näringsliv och politik. Under nationalkommittén fanns en exekutivgrupp med de berörda statssekreterarna. Exekutivgruppen leddes av landshövding Per Unckel.
För att koordinera de svenska insatserna under Märkesåret 1809 fanns ett mindre sekretariat. Sekretariatet koordinerade de officiella svenska insatserna, stödde lokala initiativ och ansvarade för marknadsföring och kommunikation kring projektet, bland annat webbplatsen. Sekretariatet understöddes bland annat av medarbetare från regeringskansliet, Kulturfonden för Sverige och Finland/Sverige, Riksbankens jubileumsfond, Svenska Institutet, Statens kulturråd och Sveriges riksdag.

## Syftet med Märkesåret 1809
Huvudsyftet med Sveriges insatser under Märkesåret var att stärka samhörigheten mellan Sverige och Finland. Det skulle ske dels genom att kunskapen om de båda ländernas gemensamma bakgrund, värden och utvecklingsmöjligheter fördjupas hos en bredare allmänhet, dels genom att konkreta steg togs i fråga om samarbete på centrala områden.
Tyngdpunkterna i aktiviteterna under Märkesåret var framåtriktade och byggde på de goda och månghundraåriga relationerna mellan Sverige och Finland. Det framåtriktade perspektivet hämtade sin styrka i historien.

## De officiella svenska insatserna
De insatser som genomfördes med deltagande av statschefen och hans familj, regeringen och riksdagen utgjorde de mera officiella svenska insatserna.
Sverige hade EU-ordförandeskapet under andra halvan av 2009. Insatser där medverkan från framför allt regeringen hade därför en tyngdpunkt under Märkesårets första del.
- Specialprägling av enkrona. Alla enkronor som präglades 2009 hade på frånsidan ett motiv med hav, himmel och horisont, formgivet av Annie Winblad Jakubowski. Motivet omgavs av ett citat från Anton Rosell: DEN UNDERBARA SAGAN OM ETT LAND PÅ ANDRA SIDAN HAFVET.[1]
- Historisk utställning. Livrustkammaren i Stockholm och Nationalmuseum i Helsingfors hade en gemensam utställning om händelserna kring 1808-1809. Utställningen öppnades i Helsingsfors hösten 2008 och i Stockholm den 6 juni 2009. Sveriges konung och Finlands president var utställningens beskyddare.
- Det sista slaget. De sista stegen i kriget 1808–1809 utkämpades i Västerbotten. Lokalt och regionalt var engagemanget stort. Aktiviteterna avslutades med ett historiskt återskapande av det sista slaget som arrangerades av Föreningen interaktiv historia i samarbete med bland annat Umeå kommun.
- Ostindiefararen Götheborg till Helsingfors. På initiativ av Svenska Litteratursällskapet i Helsingfors besökte Götheborg Helsingfors den 8 juni 2008. Under den knappa vecka som båten låg i Helsingfors hamn planerades en rad aktiviteter. Ett seminarium kring Finland, Sverige och Kina idag med fokus på handel arrangerades med Sverige som en av arrangörerna den 9 juni.
- Riksdagen. Sveriges riksdag och Finlands riksdag genomförde 2009 ett dubbelseminarium kring demokratins utveckling i Sverige och Finland.
- Den gemensamma kulturen. Sverige och Finland har en rik kulturgemenskap. För att manifestera denna förbereddes en serie kulturaktiviteter. Samtal fördes med olika kulturinstitutioner och en lista på en rad olika kulturarrangemang publicerades separat senare.
- En dag i skolan. För att engagera också en yngre generation i Märkesåret förbereddes material för en temadag i båda ländernas skola.
- Framtidskonferens. Sverige och Finland i EU och världen var temat för konferensen. Märkesåret skulle utnyttjas också för att understryka den svensk/finska gemenskapen i Europa och globalt. En större framtidskonferens med ledande företrädare från politik, ekonomi och akademi planerades med syftet att erbjuda en plattform för att manifestera det som görs och för att peka framåt. Konferensen hade två inriktningar; innovation/forskning och näringsliv.
- Gemensamt svensk/finskt regeringssammanträde. Ett möte med hela regeringarna från de båda länderna hade överenskommits av statsministrarna. Sammanträdet var tänkt att kunna få stort symbolvärde om en ny samhörighet. Regeringssammanträdet kunde tänkas fatta beslut om att avveckla svensk/finska gränshinder, särskilt vad gällde arbetsmarknaden. En analys av den svensk–finska arbetsmarknaden hade igångsatts.
- Ishockeylandskamper. Svenska ishockeyförbundet planerade tillsammans med sin finländska motsvarighet att genomföra landskamper mellan herrlandslagen, damlandslagen samt juniorlandslagen. Tre matcher i Stockholm och tre matcher dagen efter i Helsingfors. Matcherna sändes i TV den 6 och 7 september 2008. Detta upprepades även under 2009 och därefter utvärderades arrangemanget för att eventuellt bli till ett årlig återkommande arrangemang.